# 畜牧業對環境的影響
由於世界各地所採的農作方式各式各樣，畜牧業對環境的影響（英語：Environmental impacts of animal agriculture）在各地也不相同。但人們發現所有農業活動都會在某種程度上對環境產生影響（參見農業對環境的影響）。畜牧業，特別是肉類生產，會產生污染、溫室氣體排放、生物多樣性喪失、疾病以及耗用大量土地、食物和水。肉類可透過幾種飼養方式方式取得，包括有機農業、自由放養、集約化飼養和自給農業。畜牧業還包括剪取羊毛、生產雞蛋和乳製品、飼養耕作用牲畜以及水產養殖。
畜牧業被認為是導致當前生物多樣性喪失危機的主要因素之一。由聯合國生物多樣性和生態系統服務政府間科學政策平台（IPBES）發佈的2019年全球生物多樣性及生態系統評估中提出工業化農業和過度捕撈是導致物種滅絕的主要驅動因素，其中肉類和奶製品產業發揮有重大作用。糧農組織 (FAO) 在2006年發布名為《畜牧業的巨大陰影：環境問題與選擇方案》的報告中指出，"畜牧業是許多生態系統和地球整體的主要壓力源。這個產業是全球最大溫室氣體 (GHG) 來源之一，也是生物多樣性喪失的主要原因之一，在已開發國家和開發中國家中均為水污染的主要來源。"
放牧佔用地球無冰陸地面積的26%，而種植飼料作物又佔用約3分之1的耕地，或約75%的農用土地。全球糧食系統所產生的溫室氣體排放佔全球人為溫室氣體排放量的3分之1，其中畜牧業佔有近60%。
而種植供人類消費和供動物食用的農作物之間也會發生糧食與飼料之爭的情況，這種"全球土地爭奪"也對糧食安全產生影響。畜牧業，尤其是其中牛肉生產，是熱帶森林遭受砍伐的主要驅動力，被轉化的土地中，大約有80%用於飼養牛群。而自1970年開始的亞馬遜雨林砍伐，轉化的土地中有91%用於養牛場。
對畜牧業的其他擔憂包括對健康的影響，這通常與環境影響有關聯。
前述影響中的部分則歸因於畜牧業的非肉類，例如羊毛、蛋類和酪農業製品的生產，以及豢養用於耕作的牲畜。據估計，世界上有多達一半的農業用地仍由獸力協助耕作。 
多項研究發現，目前肉類消費的增加與人口成長和個人所得（國內生產毛額（GDP）） 增加有關聯。如果趨勢不變，這些增長會更助長碳排放，而進一步導致生物多樣性喪失。聯合國政府間氣候變化專門委員會（IPCC）在其2019年特別報告摘要中和其他學者均斷言，為緩解和調適氣候變化，世人需要轉向攝取植物性飲食。

## 肉類消費和生產趨勢
| 類別       | 佔比 [%] |
| ---------- | -------- |
| 卡路里     | 18       |
| 蛋白質     | 37       |
| 土地利用   | 83       |
| 溫室氣體   | 58       |
| 水污染     | 57       |
| 空氣污染   | 56       |
| 淡水使用量 | 33       |

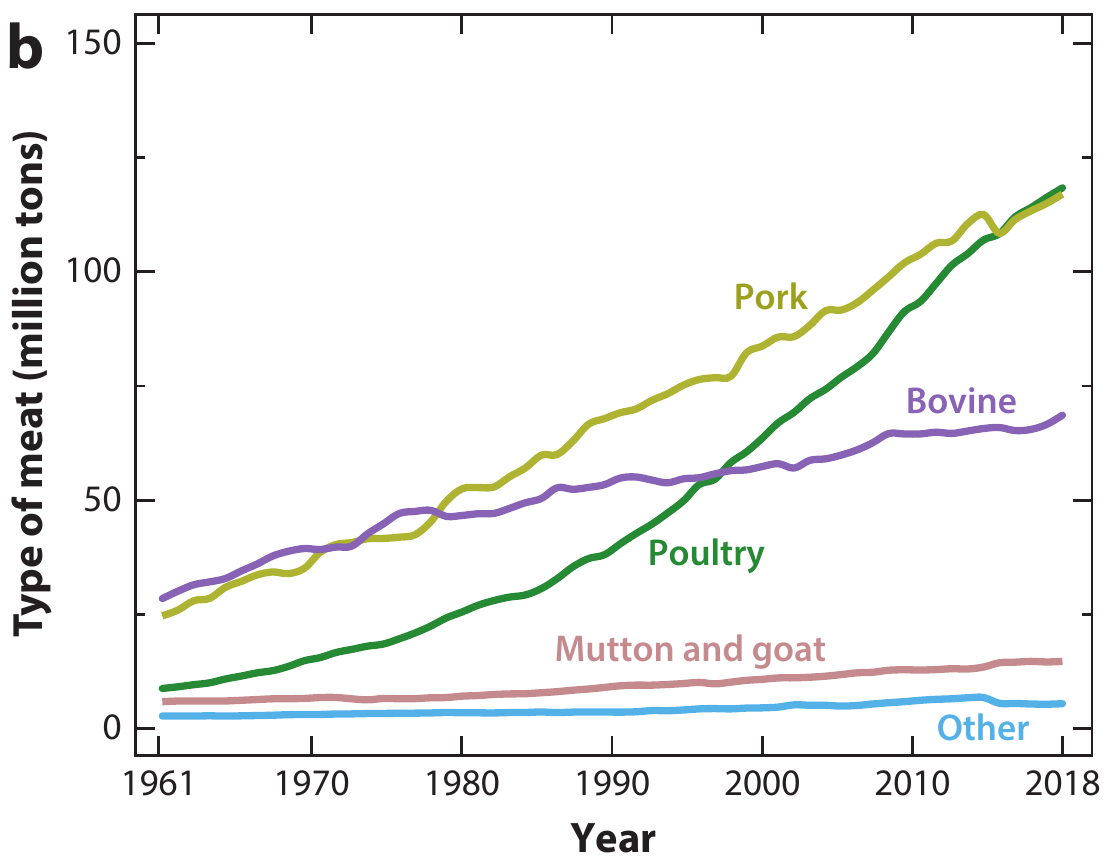
全球各種肉類消費量走勢圖（資料來源:聯合國糧食及農業組織（FAO））。

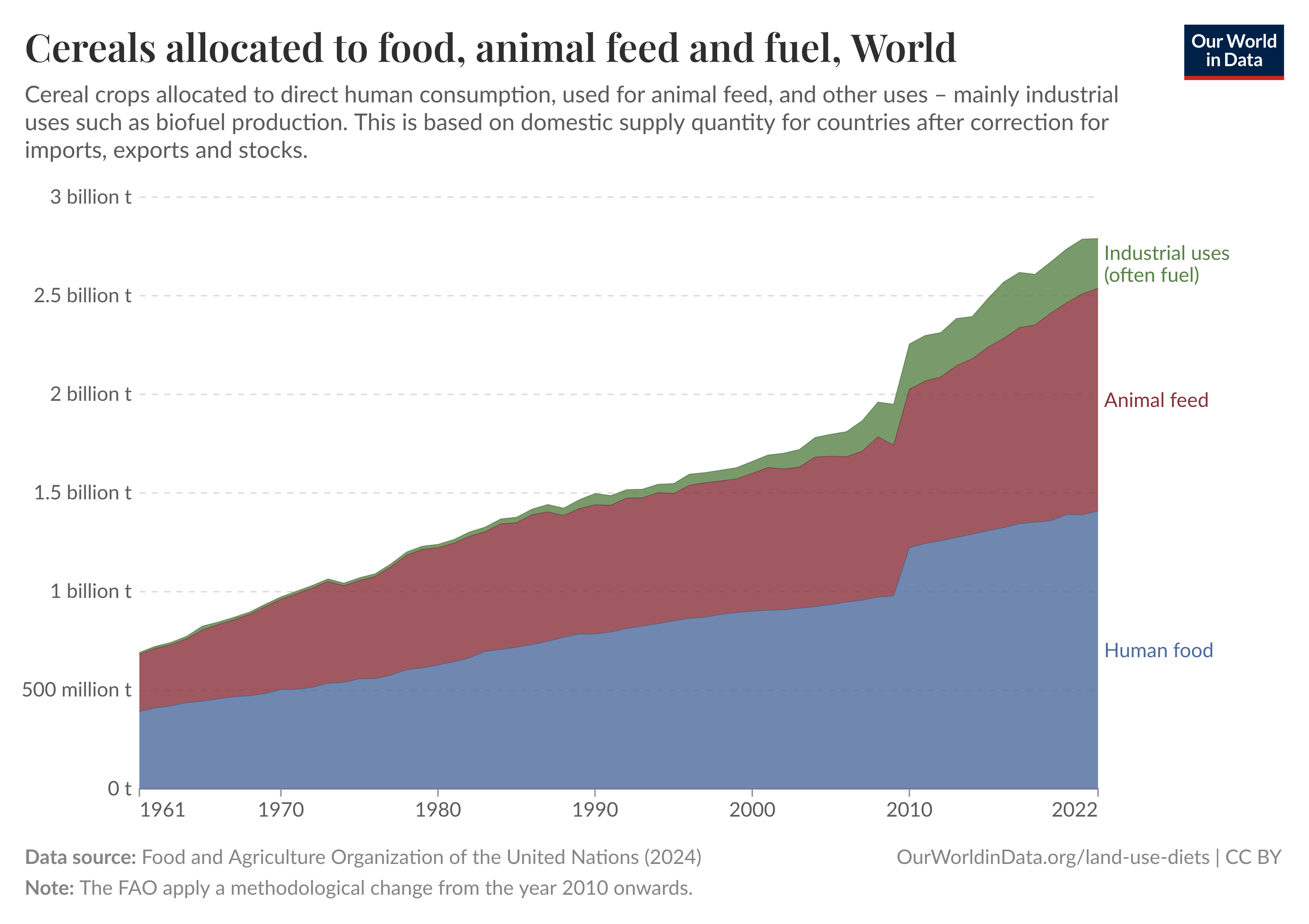
穀物利用資料顯示，其中大部分是用作動物飼料（資料來源:FAO）。

多項研究發現目前肉類消費的增加與全球人口增長和個人收入增加有關聯，因此，除非人類將當前的行為發生改變，否則肉類生產和消費對環境的影響將會持續增加。
肉類需求的變動將會影響其產量，進而改變畜牧業對環境的影響。估計全球從2000年到2050年期間的肉類消費量將會增加一倍，主要是由於世界人口不斷增加，但也有部分原因是人均肉類消費量增加（增長中的大部分發生在開發中國家）預計全球人口到2050年將增至90億，而預計肉類產量將增加40%。全球家禽肉類產量和消費量在近年以每年5%以上的速度成長。隨著人們和國家更加富裕，肉類消費通常就會增加。畜牧業中不同區塊的成長趨勢也各不相同。例如全球人均豬肉消費量近年有所增加（幾乎完全源自中國國內消費量的增加），而全球人均反芻動物肉類消費量卻在下降。

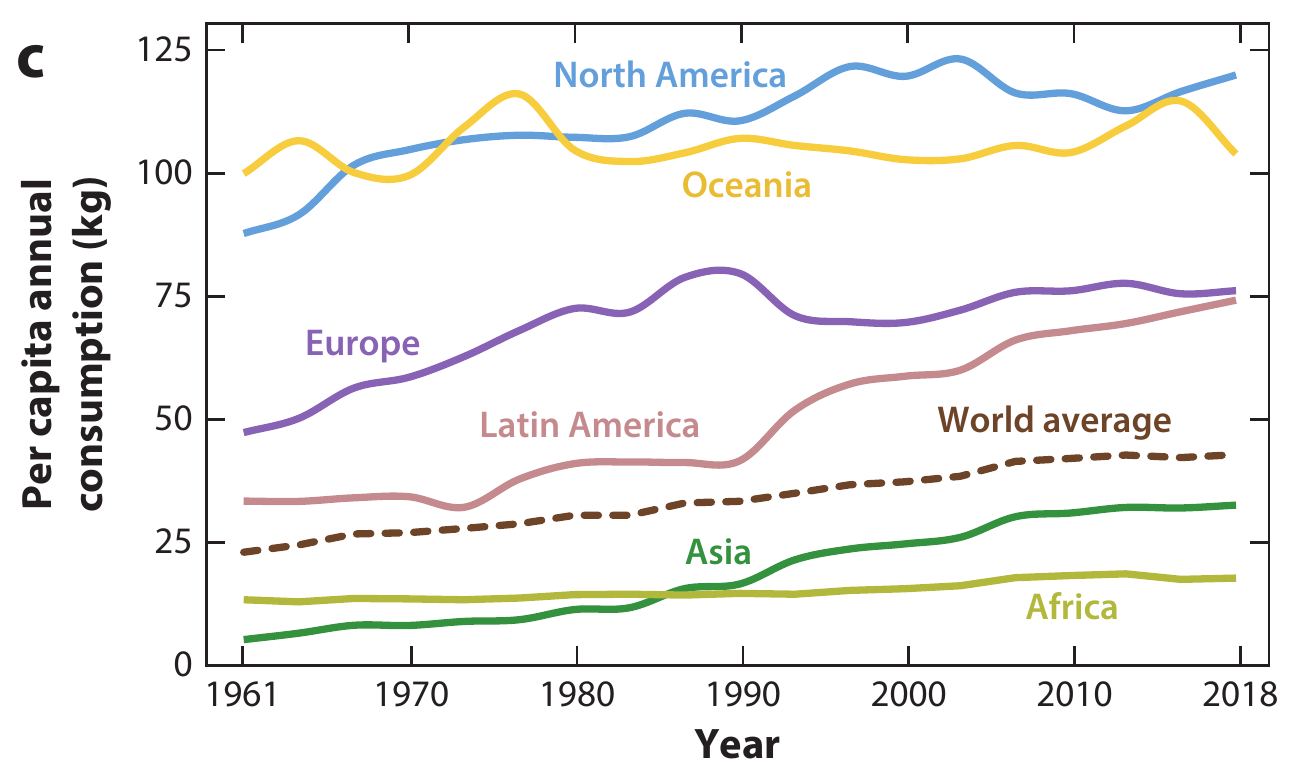
全球不同區域的肉類年均消費量（資料來源:FAO）。

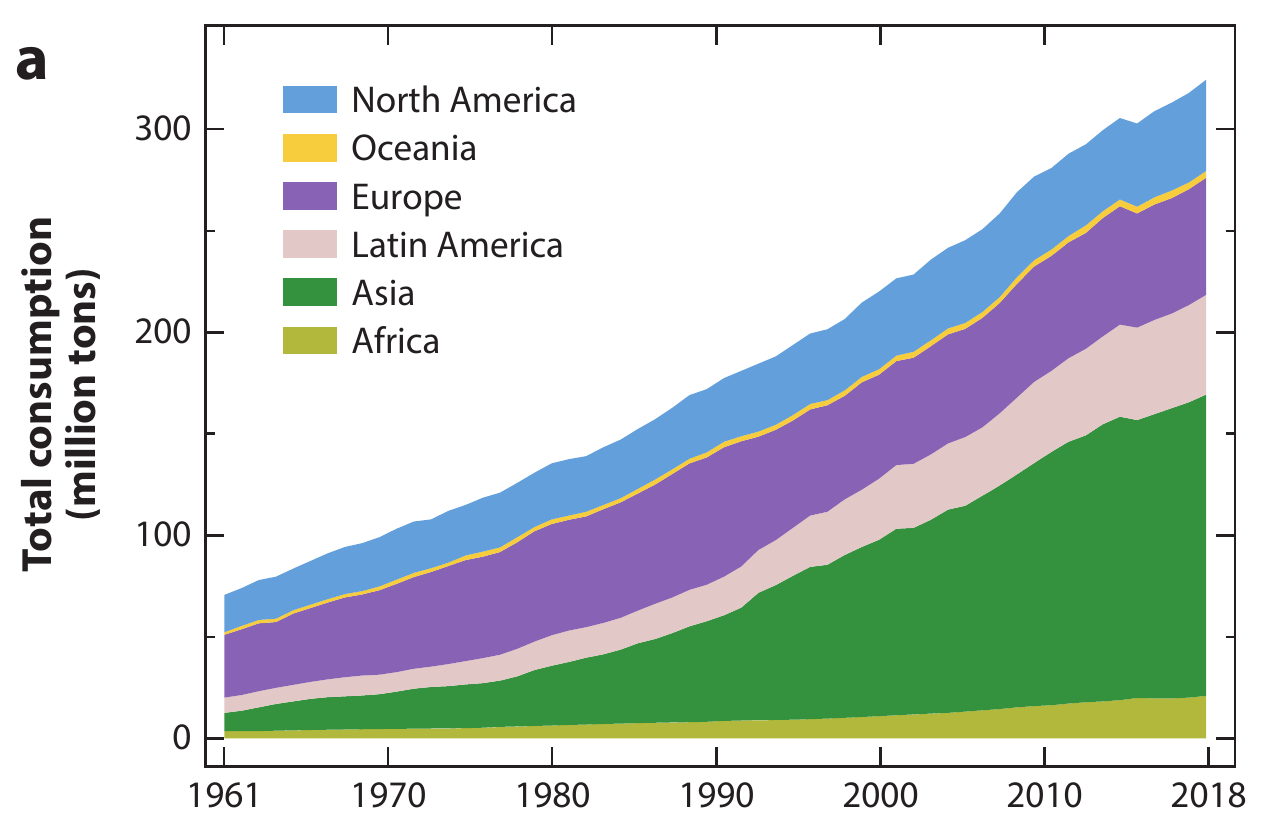
全球不同區域的肉類消費量。

## 使用的資源

### 糧食生產效率
世界上的大豆作物中大約有85%被加工成豆粕和大豆油，幾乎所有豆粕均用於動物飼料。有約6%的大豆作物直接用作人類食物，多數發生在亞洲。
作為人類食用而生產的作物，每100公斤中有37公斤是不適合人類直接食用的副產品。許多國家將這些人類不可食用的副產品重新用作牛飼料。在工業化國家，飼養供人類消費的牲畜約佔農業總產值的40%。而肉類生產效率因特定生產系統以及飼料類型而有差異。生產1公斤牛肉大約需要0.9至7.9公斤穀物，生產1公斤豬肉大約需要0.1至4.3公斤穀物，生產1公斤雞肉大約需要0至3.5公斤穀物。

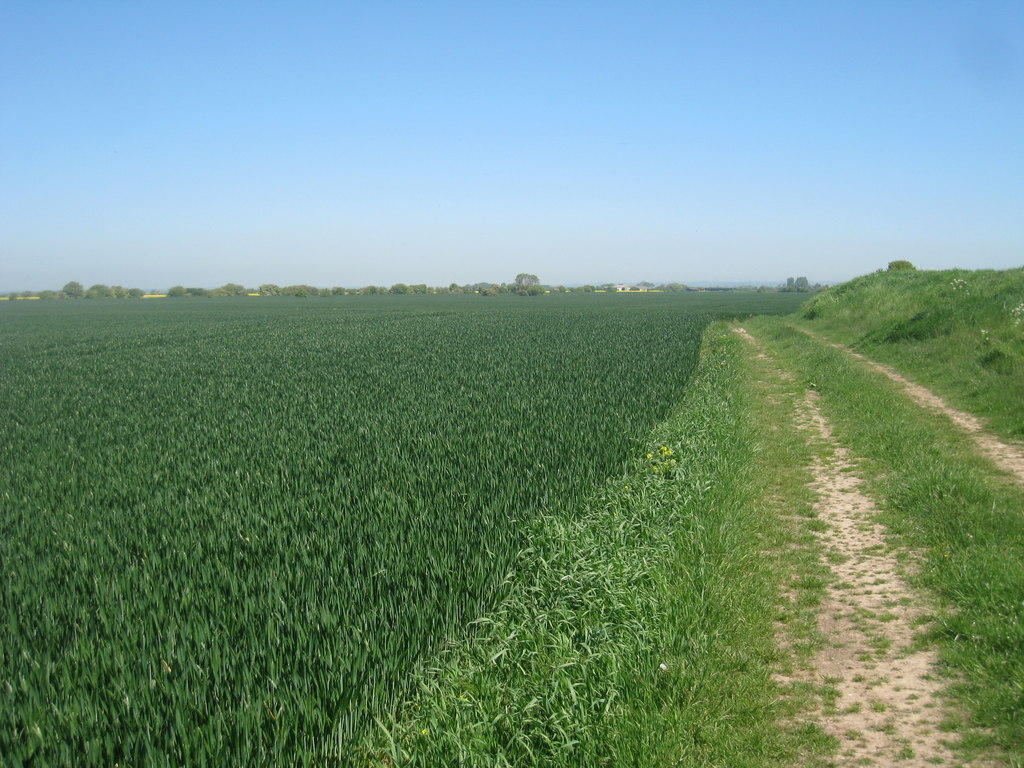
種植動物飼料用作物的農田。這類土地需求巨大，而限制種植供人類消費作物農田的發展。

然而糧農組織（FAO）估計，大約有三分之二飼養牲畜用的牧場土地無法轉化為農田。
為數不少的大型公司在拉丁美洲和亞洲的不同開發中國家取得土地，用以大規模種植飼料用作物（主要是玉米和大豆）。這種做法把此類國家可用於種植適合人類食用農作物的土地數量減少，導致當地居民面臨糧食安全方面的風險。
根據一項在中國江蘇省進行的研究，收入較高的人往往比收入較低，與家庭人口較多的人消耗更多的食物。居住於此類地區從事動物飼料生產的人，不太可能不食用由當地生產的農作物飼養的動物。缺乏種植供人消費作物的土地，加上需要養活更多的家庭成員，只會加劇這些人的糧食不安全。
根據糧農組織的資料，農作殘餘物和副產品佔全球飼養牲畜攝取乾物質總量的24%。於2018年所做的一項研究，發現"目前於荷蘭的飼料業所使用的原料，有70%來自食品加工業。"於美國，以穀類廢棄物轉化為飼料的例子包括用酒糟。美國於2009年-2010年財務年度，用作牲畜飼料的乾酒糟估計為2,550萬噸。可用於粗飼料的例子包括大麥和小麥的秸稈（特別是用於大型反芻種畜的維持飼料（maintenance diet））、以及玉米秸稈。

### 土地利用
| 食物種類 | 土地面積 (每年生產100克蛋白質所需平方米) |
| -------- | ---------------------------------------- |
| 羊肉     | 185                                      |
| 牛肉     | 164                                      |
| 起司     | 41                                       |
| 豬肉     | 11                                       |
| 禽肉     | 7.1                                      |
| 蛋類     | 5.7                                      |
| 水產養殖 | 3.7                                      |
| 豆類     | 3.5                                      |
| 豌豆     | 3.4                                      |
| 豆腐     | 2.2                                      |

永久草地和牧場，無論是否用於放牧，佔據地表無冰陸地面積的26%。種植飼料作物大約使用三分之一的耕地。美國有超過三分之一的土地用於牧場，使其成為美國本土最大單一土地利用者。<

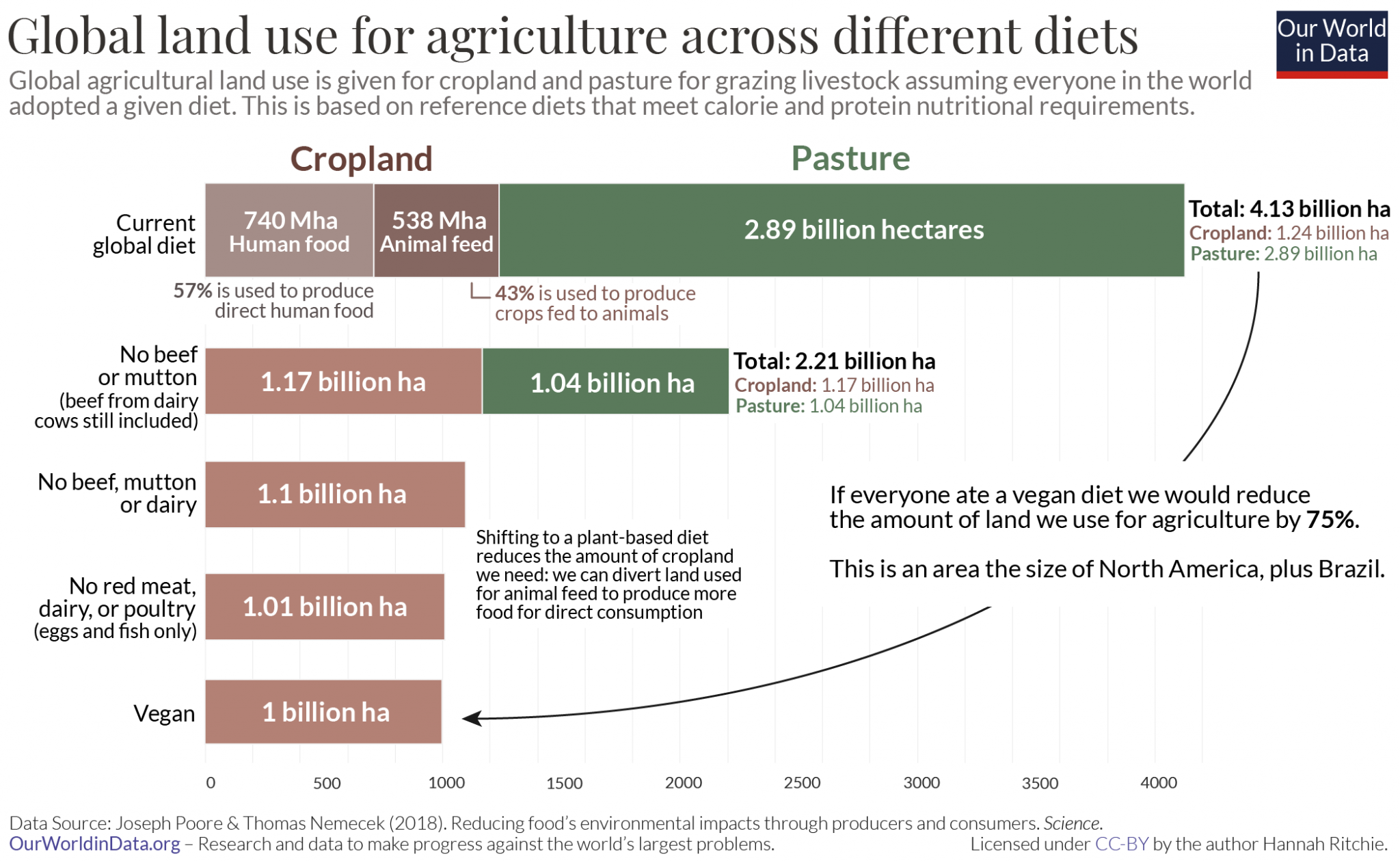
如果人類不消費牛肉與羊肉，全球對於農業土地的需求將幾乎可減少一半。

許多國家將牲畜飼養於大部分不能用於種植人類食用作物的土地上，全球耕地面積僅為農業用地的三分之一。
採用自由放養方式，特別是在飼養肉牛，也是導致熱帶森林遭到砍伐的原因之一，因為此方式需要用到大量土地。畜牧業是導致亞馬遜雨林遭受砍伐的主要驅動力（參見亞馬遜雨林砍伐），由此取得的土地中約80%用於養牛。而自1970年以來，當地91%的森林砍伐所得土地被用於養牛。研究認為轉向無肉飲食可為養活不斷增長的人口提供安全的選擇，而無需進一步砍伐森林，且在不同的產量情景下皆適用。根據糧農組織的資料，在旱地放牧牲畜"可移除植被，包括乾燥和易燃的植物，並激活儲存於土壤中的生物質，提高肥力。畜牧業是創造和維持特定棲息地和綠色基礎設施、為其他物種提供資源和傳播種子的關鍵因素。"

### 用水
全球用於農業目的的水量超過全部工業目的用水量。全球約80%的水資源用於農業生態系。在已開發國家，高達總用水量的60%用於灌溉，在開發中國家，比例可達90%，具體取決於當地的經濟狀況和氣候。根據到2050年糧食產量的增長預測，需要增加53%用水量才能滿足世界人口對肉類和農業生產的需求。
美國抽取淡水用量中，灌溉約佔37%，而抽取地下水約佔全國灌溉用水的42%。用於生產飼料和草料的灌溉用水估計約佔美國抽取淡水用量的9%。在某些地區，地下水枯竭會產生永續性問題（譬如地面沉降和/或海水倒灌）。玉米的特點是其約佔美國牲畜和家禽飼料的91.8%（2010年）。:table 1–75美國約14%的玉米種植土地使用灌溉，由此生產的玉米約佔美國的17%，使用的灌溉用水佔全國的13%，但只有約40%的美國玉米用於飼養本國的牲畜和家禽。:table 1–38地下水枯竭中一個特別重要的案例發生在北美大平原之下的奧加拉拉蓄水層，含水層位於8個州的部分地區，佔地約174,000平方英里，由其抽取用於灌溉的淡水佔全美的30%。由於含水層會有枯竭的一天，長遠來看，一些透過此地抽水灌溉以生產牲畜飼料，在水文上屬於不可持續。在北美生產牲畜飼料多數依靠雨養農業，此法無耗盡水源的問題。
一份發表於2005年的報告聲稱美國抽取地表水和地下水以供灌溉作物與飼養牲畜的比例約為60:1。實際上美國西部使用的水中，用於灌溉種植養牛用的作物幾乎佔3分之1。這種過度使用河水的行為危及生態系統和社區，在乾旱時期甚至導致許多魚類瀕臨滅絕。
於2019年進行的一項研究，重點放在中國用水與畜牧業之間的聯繫。研究結果顯示水資源主要用於畜牧業，於最高用量業別中排序，畜牧業排名第一，接下來是農業、肉類屠宰和加工、漁業和其他食品，合計消耗超過24,000億立方公尺的水，大約相當於用水總量的40%。表示中國有三分之一以上的水是用於食品及相關加工，其中大部分用於畜牧業。
| 食品種類   | 升 每千卡路里 | 升 每克蛋白質 | 升 每公斤產量 | 升 每克脂肪 |
| ---------- | ------------- | ------------- | ------------- | ----------- |
| 製糖作物   | 0.69          | 0.0           | 197           | 0.0         |
| 蔬菜       | 1.34          | 26            | 322           | 154         |
| 澱粉類根類 | 0.47          | 31            | 387           | 226         |
| 水果       | 2.09          | 180           | 962           | 348         |
| 穀物       | 0.51          | 21            | 1644          | 112         |
| 榨油種籽   | 0.81          | 16            | 2364          | 11          |
| 豆類       | 1.19          | 19            | 4055          | 180         |
| 堅果       | 3.63          | 139           | 9063          | 47          |
| 乳類       | 1.82          | 31            | 1020          | 33          |
| 蛋類       | 2.29          | 29            | 3265          | 33          |
| 雞肉       | 3.00          | 34            | 4325          | 43          |
| 奶油       | 0.72          | 0.0           | 5553          | 6.4         |
| 豬肉       | 2.15          | 57            | 5988          | 23          |
| 羊肉       | 4.25          | 63            | 8763          | 54          |
| 牛肉       | 10.19         | 112           | 15415         | 153         |

### 水污染
因動物排泄物而造成的水污染是已開發國家和開發中國家的普遍問題。美國、加拿大、印度、希臘、瑞士和其他幾個國家都因動物糞便造成的水污染，而發生嚴重的環境退化。:Table I-1這種問題在集約動物飼養作業（CAFO）存在的附近更引起重大關注。美國對於頒發CAFO許可時會要求業者根據《清潔水法案》備有適當的糞便養分、污染物、污水等管理計劃。截至2008年，美國約有19,000家CAFO。美國環境保護局（EPA）在2014財政年度為不同違規行為採取過26次執法行動。美國畜牧業的環境績效與其他幾個產業並列進行比較。 EPA公佈有32個產業的5年期和1年期的執法檢查命令比率，為衡量不遵守環境法規（主要是《清潔水法案》和《清潔空氣法案》）的措施。

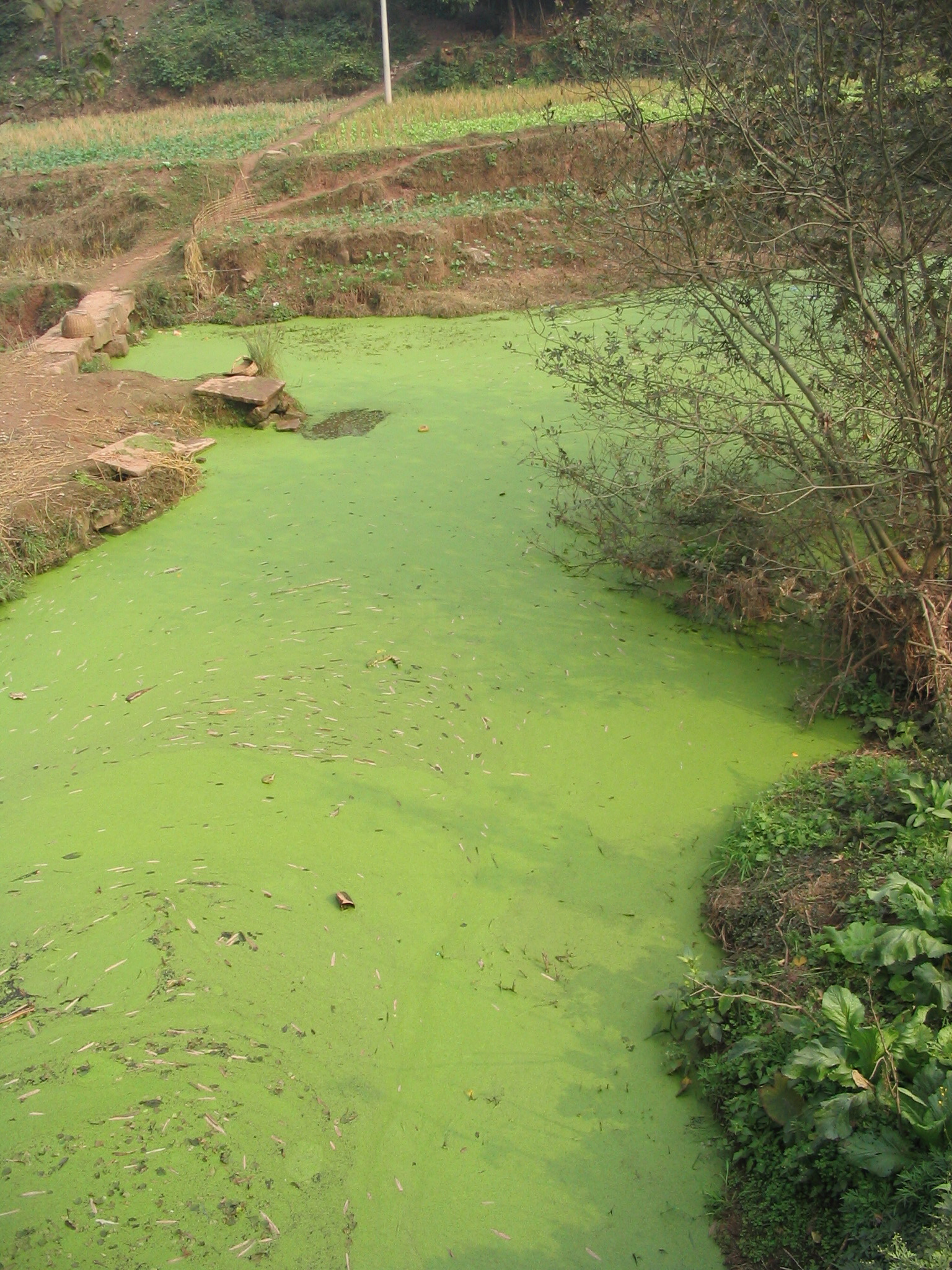
於中國四川省成都的一個佈滿藻類的小水塘，此現象會導致池塘水中溶氧缺乏，導致水中其他生物無法生存。

有效使用肥料對於增加動物飼料生產很重要。但如果過量使用，肥料會在降雨後透過地表徑流進入水體，造成優氧化。水體中的氮和磷增加後會導致藻類快速生長（稱為藻華）。藻類大量繁殖後會導致水中氧氣和營養物質減少，最終造成其他水中物種死亡。這種生態危害不僅對受影響水體中的動物產生影響，也對人類用水產生影響。
為處理動物糞便和其他污染物，CAFO經常透過噴灑系統將糞漿（可能遭到細菌污染）噴灑到空曠的田地上。這些有害物質經常會受地表逕流攜帶進入溪流、池塘、湖泊和其他水體，造成污染問題。此過程也會導致飲用水儲備受到污染，傷害環境與和當地居民。

### 空氣污染
| Food Types | 每生產100克蛋白質產生的二氧化硫(克) |
| ---------- | ----------------------------------- |
| 牛肉       | 343.6                               |
| 起司       | 165.5                               |
| 豬肉       | 142.7                               |
| 羊肉       | 139.0                               |
| 水產養殖   | 133.1                               |
| 禽肉       | 102.4                               |
| 養殖魚類   | 65.9                                |
| 蛋類       | 53.7                                |
| 豆類       | 22.6                                |
| 豌豆       | 8.5                                 |
| 豆腐       | 6.7                                 |

畜牧業是產生溫室氣體排放和大氣中其他懸浮微粒污染的主要原因之一。這類生產鏈會產生大量副產品，包含脂多醣（內毒素）、硫化氫、氨和懸浮微粒，它們與上述甲烷和二氧化碳一起釋放。此外，溫室氣體排放會增加與哮喘、支氣管炎和慢性阻塞性肺病等呼吸系統疾病，與因細菌感染而罹患肺炎的機率增加有關聯。
此外，接觸PM10（直徑10微米的顆粒物）有機會產生影響上呼吸道和近端呼吸道的疾病。 農民並不是唯一接觸這些有害副產品的人。事實上，居住在CAFO場所附近的人都會受到此類呼吸系統健康的影響。集約養豬場會從圈舍、糞便貯存坑和施用糞肥的土壤中釋放空氣污染物。這類空氣污染物會引起急性身體症狀，例如呼吸道疾病、喘鳴、呼吸急促以及對眼睛和鼻的刺激。接觸空氣中的動物性微粒，例如豬塵，會導致大量炎症細胞湧入氣道。
氣候變化會產生相關的壓力，對人類健康有負面影響。空氣污染和氣溫升高是人類面臨的兩大健康風險，所有地區、社會經濟群體、性別和年齡組均受到影響。每年約有700萬人因空氣污染的原因致死。受到污染的空氣會滲透到肺組織並損害肺部，而加劇呼吸系統疾病。
雖然有上述所列的多種環境後果，美國地方政府因此產業有強大的經濟產值，而傾向於支持此類行業，也因為有這種保護性立法，此行業不易受到規範而將環境影響降低。 

## 於氣候變化

### 能源耗用

肉類與乳類產品的能源轉換效率（將攝入飼料轉為為肉類與乳類的效率）

美國農業部的研究數據顯示飼養食用牲畜和家禽用到全國0.9%的能源。能源來自化石燃料、核能、水電、生物質能、地熱能、太陽能（不包含光合作用及曬乾草料的太陽能）和風能。 農業生產中的能源使用包括購買投入物中的隱含能源。 畜牧業在能源使用中有個重點是動物本身的能源消耗。飼料轉化率（ FCR）是動物將飼料轉化為肉的能力。FCR的計算方法是把飼料中的能量、蛋白質或質量輸入，除以動物肉的產出。較低的FCR表示每單位的肉類產出需要較少的飼料量，此類動物產生的溫室氣體排放量較少。雞和豬的FCR與反芻動物相比，通常較低。
畜牧業的集約化和其他變化也對肉類生產的能源使用、排放和其他環境影響方面產生影響。例如2007年當年生產每單位牛肉的化石燃料使用量與1977年比較，通常減少8.6%，溫室氣體排放量減少16%，水的使用量減少12%，土地使用量減少33%。
糞便作為再生能源也具環境效益，在沼氣池系統中產生用於加熱和/或發電的沼氣。糞便沼氣營運可見於亞洲、歐洲、北美洲及其他地方。相對於美國能源價值而言，這種系統成本相當高，可能會阻礙更廣泛的採用。其他因素，例如氣味控制和碳信用，可能會提高效益成本比。糞便可與厭氧消化池中的其他有機廢棄物混合，產生規模經濟。消化後的廢棄物比未經處理的有機廢棄物在稠度上更均勻，並且可含有更高比例的養分，這些養分更容易被植物利用，而增強作為肥料的效用。此可促使肉類生產的資源發揮循環作用，但由於環境和食品安全問題，通常很難實現。

### 溫室氣體排放

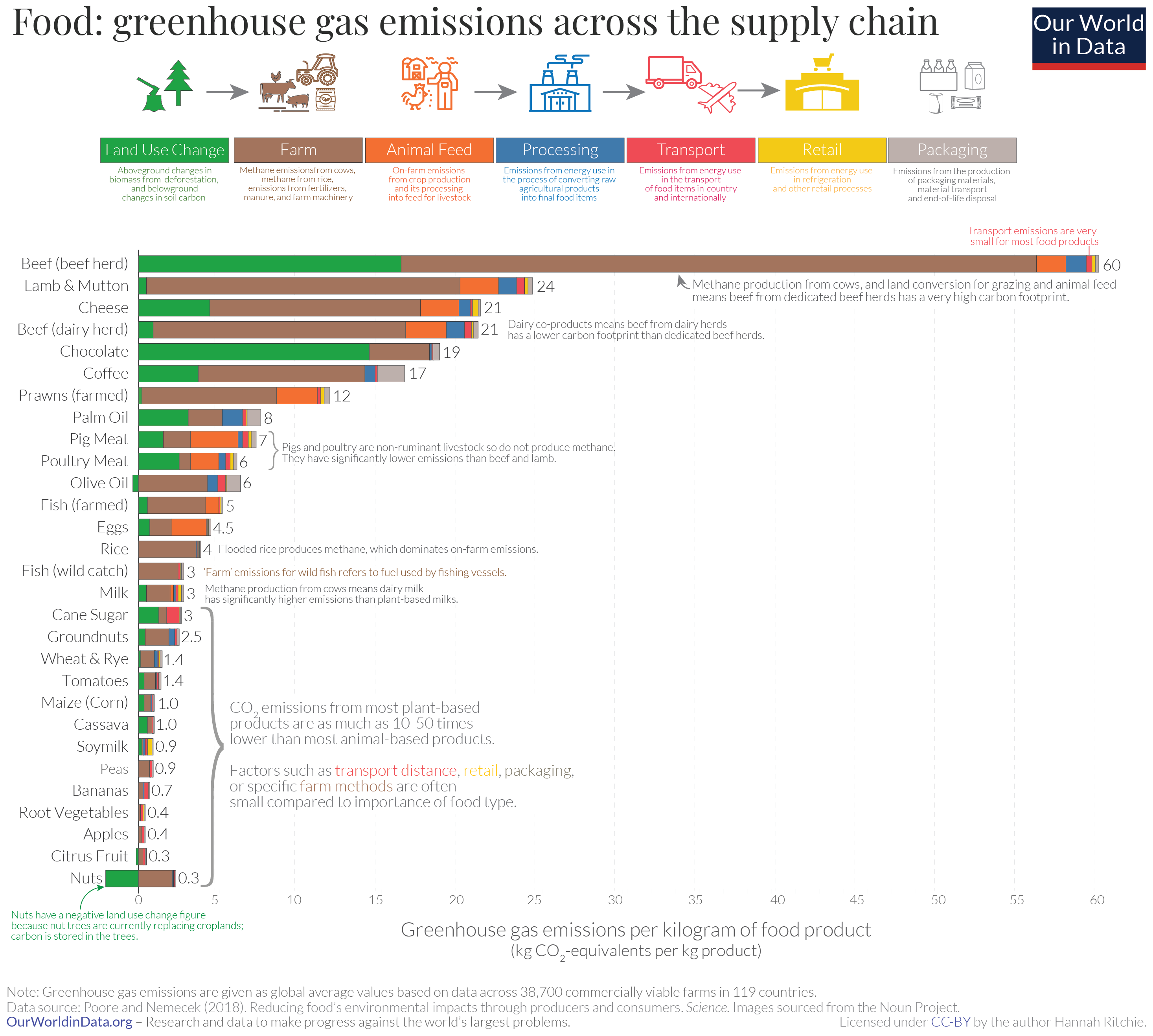
不同食物於其供應鏈中所產生的溫室氣體排放。

牛、羊和其他反芻動物透過腸道發酵消化食物，其嗝氣是土地利用、土地利用改變與林業而產生甲烷排放的主要來源，加上這些動物糞便產生的甲烷和一氧化二氮，使得牲畜成為農業活動中主要的溫室氣體排放來源。
於2022年發佈的IPCC第六次評估報告指出："多攝取植物蛋白，減少攝取肉類和乳製品的飲食方式與較低的溫室氣體排放有關。[...]在適當情況下，轉向植物蛋白比例較高、適度攝取動物性食品和減少飽和脂肪的攝取量將會導致溫室氣體排放量大幅減少。好處還包括減少佔用土地和營養逸入周圍環境，同時提供健康益處，並降低與飲食相關的非傳染性疾病所造成的死亡。"
根據一篇於2022年發表的研究報告，迅速淘汰畜牧業可在30年內減少一半的溫室氣體排放量，而實現《巴黎協定》將全球變暖控制在不超過2°C目標。
全球糧食系統所排放的溫室氣體，佔全球人為排放量的三分之一，其中畜牧業佔近60%。

### 緩解方案

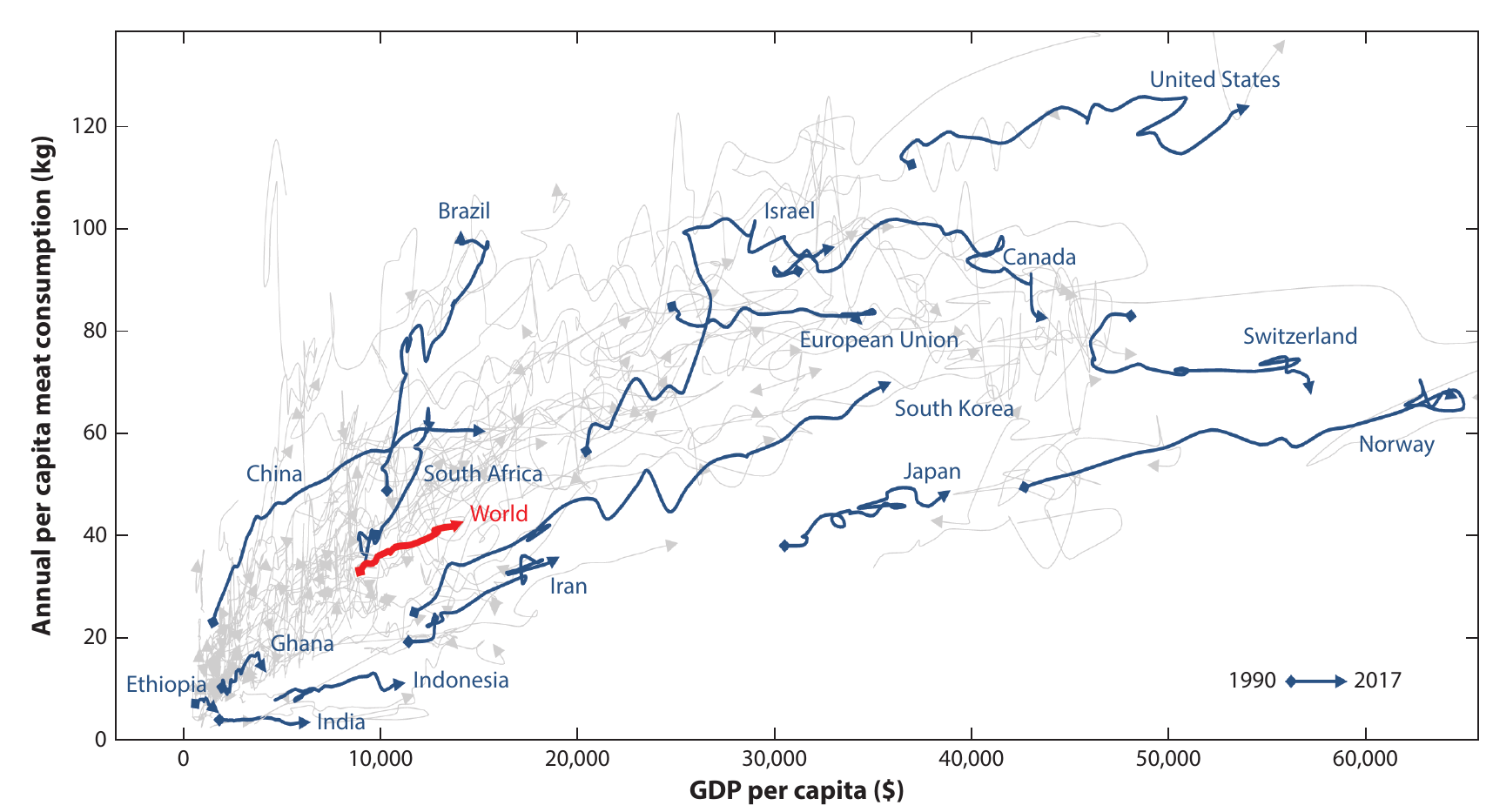
人均肉類消費與GDP之間的關聯（1990年至2017年）。

根據《自然》雜誌在2018年發表的一項研究報告，大幅減少肉類消費對於緩解氣候變化是"勢在必行"，尤其是在21世紀中葉全球人口將增加23億時。同行評審醫學期刊《刺胳針》在2019年刊載的一份報告，建議把全球肉類消費量減少50%以緩解氣候變化。 
IPCC在2019年8月8日發佈IPCC氣候變化與土地特別報告，稱轉向植物性飲食會有助於減緩和適應氣候變化。
全球15,364名科學家在2017年11月簽署一份"世界科學家對人類的警告"，呼籲大幅減少人均肉類消費量。
除減少畜產品的消費之外，還可以透過改變農法來減少排放。一份研究報告提出改變目前飼料組合、生產區域和知情的土地復育可讓溫室氣體排放量每年減少34-85% (612至1,506百萬噸二氧化碳當量)，而不會增加成本或需要改變飲食。
減少反芻動物腸道發酵產生甲烷而排放的緩解方案，包含利用其糞便中的生物燃氣、基因挑選、免疫接種、驅除瘤胃原蟲、增強產乙酸菌替代產甲烷菌的作用、提供反芻動物包含甲烷營養菌的飼料、調整飼料配方以及採用放牧的方式等。為減少農業一氧化二氮排放的主要緩解策略是避免過度施用氮肥，和採用適當的牲畜糞肥管理。緩解畜牧業二氧化碳排放的策略包括採用更有效的生產方式來減少砍伐森林的壓力（例如在拉丁美洲），減少使用化石燃料，以及增加土壤的碳捕集能力。
也可透過肉類消費/生產而增加收費的措施，然後將這類資金用於相關研究和開發，以"緩解低收入者的社會問題"。肉類和牲畜是當代社會經濟體系的重要組成成分，估計當前畜牧業價值鏈已僱用超過13億人。

## 對生態系統的影響

### 土壤
放牧對牧場健康可產生積極或是消極影響，由管理品質決定，放牧對不同的土壤和不同的植物群落有不同的影響。放牧有時會減少草原生態系統的生物多樣性，有時會增加生物多樣性。養牛場可利用適合放牧來幫助保護和改善自然環境。輕度放牧的草原往往會比過度放牧或不放牧的草原具有更高的生物多樣性。
過度放牧會持續消耗土壤中必要的養分，將土壤品質降低。美國內政部土地管理局（BLM）迄2002年底已對7,437個放牧區（佔放牧區的35%，或放牧區內土地面積的36%）做過健康狀況評估，發現其中有16%因現有的放牧方式或使用程度，而未能達到牧場健康標準。因過度放牧而發生的土壤侵蝕作用是世界許多乾旱地區的重要問題。而在美國農地中，因放牧而產生的土壤侵蝕要遠少於因種植農作物而發生的。在美國自然資源保護局清點過的牧場土地，其中的99.4%，有95.1%的板狀侵蝕和細溝侵蝕維持在土壤流失容忍範圍內，風蝕造成的流失則完全在容忍範圍內。

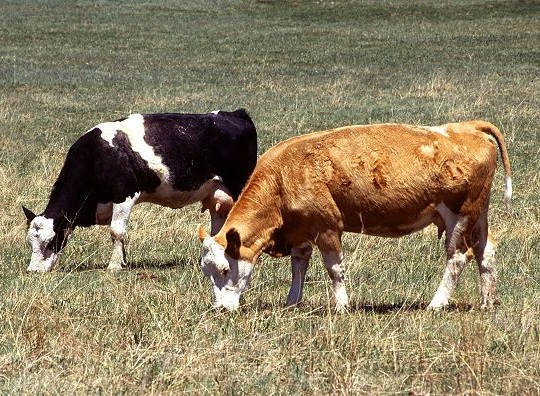
於北美大平原科羅拉多州旱地上放牧的牛。

放牧會影響土壤中碳截存和氮固定。這種固存有助於減輕溫室氣體排放的影響，在某些情況下，還可以透過影響養分循環來提高生態系統生產力。於2017年發表的一項科學文獻統合分析，估計放牧管理帶來的全球土壤碳固存總量為每年0.3-0.8吉噸（Gt，十億噸）二氧化碳當量，相當於全球牲畜總排放量的4-11%，但"將其擴張或強化，作為固存更多碳的方法，將會導致甲烷、一氧化二氮和因土地利用改變所引起的二氧化碳排放量大幅增加"
由Paul Hawken與Amanda Joy Ravenhill兩人創立的氣候變化緩解計畫Project Drawdown估計，於2020年至2050年期間，改善放牧管理的總碳封存潛力有13.72 - 20.92吉噸噸二氧化碳當量，相當於每年封存0.46-0.70吉噸。一篇於2022年發表的同行評審論文估計，改善放牧管理的碳封存潛力為每年在0.15-0.70吉噸左右。於2021年發表的一篇同行評審論文提出稀疏放牧的天然草原封存的碳佔世界草原累積碳匯總量的80%，而密集放牧的草原（managed glasslands）在過去十年中一直是溫室氣體淨排放源。另一篇同行審查論文提出如果目前的牧場恢復到以前的狀態，如野生草原、灌木叢和沒有牲畜的疏林草原，預計可再儲存15.2-59.9吉噸額外的碳。一項研究，把一些有放牧和未經放牧的美國原始草地做比較，顯示經放牧後，其有機土壤碳含量略低，但有較高的土壤氮含量。相較之下，在懷俄明州的高原草原研究站發現，經放牧後的草地與牲畜不得進入的草原相比，其表層30厘米的土壤中有更多的有機碳和更多的氮。同樣的，在皮埃蒙特地區於曾遭受侵蝕的土壤上種植草類，在放牧管理良好的牧場和未經放牧的地方相比，有較高的碳和氮封存率。
一篇加拿大發表的審查報告強調牲畜糞肥管理排放的甲烷和一氧化二氮佔農業室溫氣體排放量的17%，而施用糞便後的土壤，其排放的一氧化二氮佔總排放量的50%。
如果能妥善管理糞便，可帶來環境效益。放牧動物在牧場上排放的糞便可有效保持土壤肥力。從穀倉和集中飼養場收集動物糞便，經堆肥後，有許多養分可在種植作物時循環利用。在許多牲畜密度高地區附近的農地，糞肥基本上可取代合成肥料的使用。 在2006年，美國約有1,580萬英畝的農田使用糞便作為肥料。糞便也撒在牧草生長的土地上。
此外，北美洲（和其他地方）有時會利用小型反芻動物於田間食用並清除人類不可食用的各種農作物殘留物。小型反芻動物可用來控制牧場上的特定入侵或有害雜草（如斑點矢車菊、tansy ragwort、葉狀大戟、黃星薊、tall larkspur等）。小型反芻動物也可用於種植園中的植被管理和清除小型通道上的灌木叢。其他反芻動物，如不丹的Nublang牛被用來控制一種稱為Yushania microphylla的竹子，這種竹子往往會排擠本地植物物種。 此類做法可作為除草劑的替代品。 

### 生物多樣性
地球上哺乳動物的生物量
放牧（尤其是過度放牧）會對某些野生動物物種產生不利影響（例如把棲息地和食物供應改變）。對肉類需求不斷增長，會導致森林砍伐和棲息地受到破壞，造成生物多樣性的嚴重喪失；例如原本物種豐富的棲息地（如亞馬遜地區），被轉變為肉類生產基地。
非營利的世界資源研究所 (WRI) 的網站提到"全球有30%的森林遭到清除，另有20%已經退化。所餘大部分已呈支離破碎狀態，只剩下約15%為完好無損。"WRI還指出，世界各地"估計有15億公頃（37億英畝）曾是有高產力的農田和牧場（幾乎與俄羅斯的面積相當）正在退化中。把這些土地的生產力恢復，可改善糧食供應、水安全和應對氣候變化的能力。"IPBES發表的2019年全球生物多樣性及生態系統評估報告同樣認為肉類產業在生物多樣性喪失方面具有重要作用。全球大約有25%到近40%的土地為畜牧業使用。
兩個非營利組織 - 世界動物保護協會與生物多樣性中心於2022年發表的的報告提出，根據2018年的數據，光在美國每年就有約2.35億磅（或117,500噸）的農藥於動物飼料作物生產中使用，特別是嘉磷塞和草脫淨兩種。報告強調100,000磅嘉磷塞有可能傷害或殺死美國《1973年瀕危物種法案》中列出的約93%的物種。而有35個國家禁用草脫淨，這種農藥可傷害或殺死至少1,000種所列物種。這兩個組織都主張消費者減少動物產品的消費，而轉向植物性飲食，以減少集約化農業的增長，並保護瀕臨滅絕的野生動物物種。
多項研究發現，在北美的放牧有時對加拿大馬鹿、黑尾土撥鼠、艾草松雞和騾鹿棲息地有益。對美國123個國家野生動物保護區的管理人員進行的調查，顯示有86種野生動物受到正面，和82種受到負面的影響。所採用的放牧系統類型（例如輪作、移地放牧、短期密集放牧）對於達成特定野生動物保護通常很重要。
生物學家Rodolfo Dirzo、Gerardo Ceballos和保羅·拉爾夫·埃利希在同行評審科學期刊皇家學會哲學彙刊 B發表的一篇評論文章中寫道，減少肉類消費"不僅可轉化為消耗更少的熱量，還可以創造更大的生物多樣性空間。"他們堅信，"需要遏制工業化肉類生產在全球具有的壟斷地位"，同時尊重各地原住民的文化傳統，肉類是他們重要的蛋白質來源。 

### 水生生態系統
| 食物種類 | 每100克蛋白質可產生的磷酸鹽（克） |
| -------- | --------------------------------- |
| 牛肉     | 301.4                             |
| 養殖魚類 | 235.1                             |
| 水產養殖 | 227.2                             |
| 起司     | 98.4                              |
| 羊肉     | 97.1                              |
| 豬肉     | 76.4                              |
| 禽肉     | 48.7                              |
| 蛋類     | 21.8                              |
| 豆類     | 14.1                              |
| 豌豆     | 7.5                               |
| 豆腐     | 6.2                               |

全球農業活動是造成環境退化的主要原因之一。畜牧業活動覆蓋83% 的農業用地（但所產僅佔全球卡路里攝入量的18%），直接食用動物產品以及過度消費正導致棲息地改變、生物多樣性喪失、氣候變化、污染和營養級間的變化。這些壓力足以導致任何棲息地的生物多樣性喪失，但淡水生態系統比其他生態系統更為敏感，卻受到更少的保護，而遭受非常巨大的影響。
美國西部的許多河流和河岸緩衝帶棲息地都受到牲畜放牧的負面影響。導致磷酸鹽和硝酸鹽增加、水中溶氧減少、溫度升高、水體混濁和優養化，以及物種多樣性減少。保護河岸的牲畜管理措施包括鹽和礦產物質處置、季節性限制進入、使用替代水源、提供"硬化材料"所造渡河設施、驅使牲畜遠離和安裝圍欄。 一項在1997年針對美國東部所做的研究，發現養豬場排放的糞便會導致水體（包括密西西比河和大西洋）的大規模優氧化化。有證據顯示美國養豬業的環境管理從那時起開始獲得改善。
於2017年在阿根廷中央省分區東部進行的一項研究，發現淡水溪流中存在大量金屬污染物（鉻、銅、砷和鉛），水生生物群受到破壞。淡水系統中的鉻含量超過水生生物生存建議標準的181.5倍，而鉛含量超過41.6倍，銅含量超過57.5倍，砷含量超過12.9倍。研究結果顯示由於農業徑流、農藥施用以及管理徑流的措施不力，而導致污染物累積過多。
畜牧業導致氣候變化，隨著碳排放量增加，大氣中的二氧化碳與海水之間發生化學反應而導致海洋酸化。此過程也稱為無機碳在海水中溶解。導致海中碳酸鹽沉積生物難以產生保護殼，且導致海草大量繁殖。海洋生物減少會產生不利影響，除會減少食物供應外，並會降低海岸受保護，免遭風暴破壞的功能。

## 產生抗生素抗藥性的影響

由美國疾病管制與預防中心（CDC）提供的資訊圖表，顯示農場動物可傳播具有抗生素抗藥性病毒的潛力。

本節摘自畜牧業使用抗生素的問題。
對於家禽家畜施用抗生素的時機包括發病後治療，發現少數感染而對群體施用（疫情爆發前預防治療）以及預防性施用（預防醫學）。抗生素是治療動物和人類疾病、維護健康和福祉以及支持食品安全的重要工具。但如果任意使用，可能會產生抗生素抗藥性，最終影響到人類、動物以及環境的健康。
各國間使用抗生素的情況有巨大差異，例如一些北歐國家使用抗生素來治療動物的數量遠少於用來治療人類的，全球的抗微生物劑的耗用中，有73%使用在飼養的牲畜身上。此外，有項在2015年發表的研究報告估計，在2010年到2030年間，全球農業抗生素的使用量將增加67%，主要發生在金磚四國。
抗生素使用量增加會導致產生抗藥性的結果，對於未來的人類和動物有嚴重的威脅，是個令人擔憂的問題，環境中有大量具抗藥性的細菌會增加不易治癒的病例數量。細菌性疾病是導致死亡的主要原因，缺乏有效抗生素的結果將對現代人類醫學和獸醫學發生顛覆性的影響。現在全球正在導入農場動物使用抗生素的相關立法和其他限制措施。世界衛生組織（WHO）在2017年強烈建議業者減少動物相關食品業中使用抗生素。
歐盟從2006年起禁止使用促進生長的抗生素。美國規定從2017年1月1日起，將在動物飼料和飲水中添加亞治療劑量的人類醫學重要抗生素，以促進生長和提高飼料效率為非法行為。

## 肉類生產和消費的替代品
一項研究顯示新型食品，如在開發中的細胞農業產品（如培植肉和培植奶製品）、藻類養殖以及既有的微生物食品加工和食用昆蟲，均有減少環境影響的潛力，有項研究稱減少影響程度可達80%。替代品不僅可供人類消費，也可用作寵物食品和其他動物飼料。

### 減少攝取肉類與健康

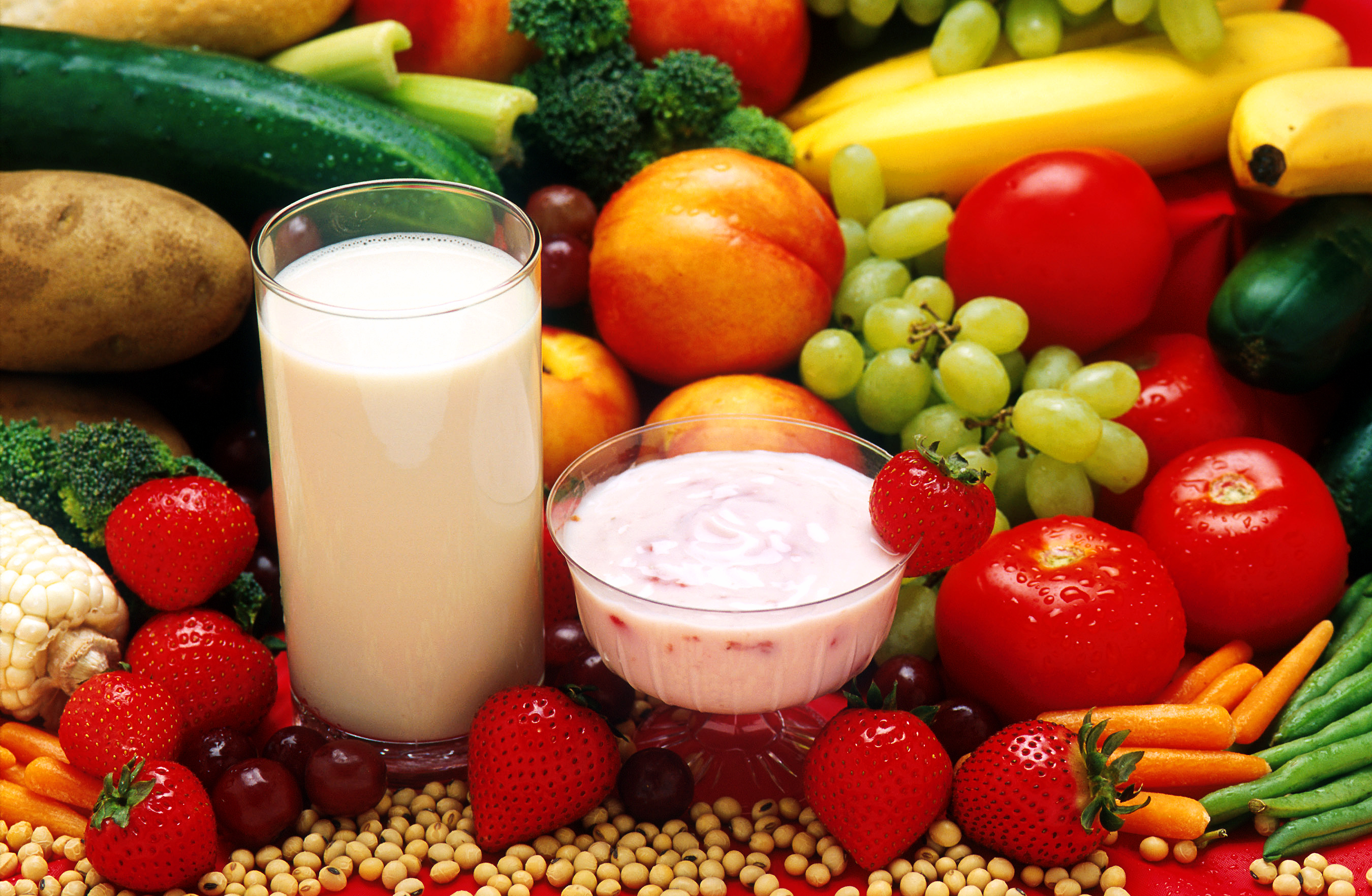
美國農業部下屬的農業研究局所發佈的素食食物種類圖。

飲食中用多種食材可替代肉類，例如真菌或特殊的"素肉"。
然而不恰當的大幅減少肉類攝入，特別是對於"低收入國家"的兒童、青少年以及孕婦/哺乳期婦女等群體，會導致營養不足的後果。一篇綜述提出在減少人們攝入肉類的同時，應增加蛋白質和微量營養素的替代來源，以避免缺乏均衡飲食中具有的如鐵和鋅等元素。肉類以含有維生素B12、膠原蛋白和肌酸而著稱。這可透過攝取特定的食物來替代，例如富含鐵的豆類和各種富含蛋白質的食物，例如小扁豆、植物性粉狀蛋白質，和/或營養補充品。研究發現植物性飲食中的微量元素（如ω-3脂肪酸、四烯甲萘醌（維他命K2）、膽鈣化醇（維生素D3）、碘、鎂和鈣）通常會低於奶製品和魚和/或特定的其他食物。
研究評論發現攝取植物性飲食為主與攝取肉製品的人相比，在健康和壽命或是死亡率均有較佳的表現。

### 減肉策略
透過（大規模）教育和建立體認是促進更具可持續性消費方式的重要戰略。荷蘭哈倫市在2022年宣佈將從2024年開始，禁止於公共場所展示工業化養殖肉類的廣告。

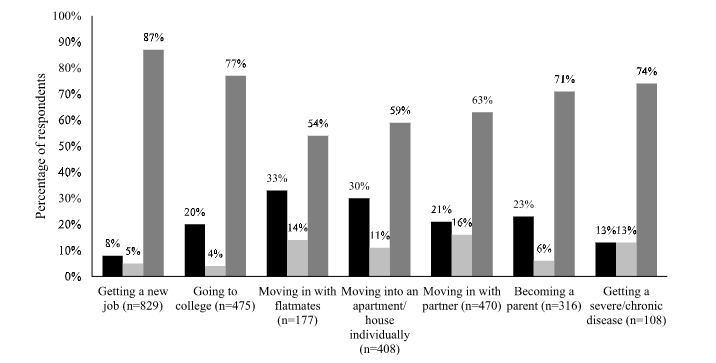
由研究人員Saskia W. van den Berg等人（Saskia W. van den Berg, et al.）提出的統計，人們因社會與其他生活變動後，在植物性與動物性食物間偏好的變動。其中黑色代表減少肉類消費比率，淺灰色代表增加肉類消費比率，深灰色表示無改變。

其他的政策性干預可能會加速轉變，例如包括"設限或是財政機制，例如徵收肉類稅"。在財政機制的情況，可採用把外部性成本列入計算。 在限制的情況，可採用個人碳權配額的方式。
與此類戰略相關的是以標準化方式評估食品對環境的影響（如同超市對超過57,000種食品的數據收集類似），也可用於告知消費者或制定政策，讓消費者更加了解動物產品對環境的影響（或要求他們將此列入考慮）。
一項綜述在結論時說，"在100億人的規模，即使低度和適度的肉類消費也符合氣候目標和更廣闊的永續發展"。
歐盟執行委員會的科學建議機制經審查所有的證據後，於2023年6月發佈隨附政策建議，提倡採取永續食品消費方式與減少肉類攝取。報告中提出有證據支持對定價（包括"肉類稅、根據環境影響程度對產品定價，以及對健康和永續性替代品降低稅收"）、可用性和可見性、食品成分、標籤和社會環境的政策予以干預。他們並表示：
人們不僅透過理性反思來選擇食物，還基於許多其他因素：食物可得性、習慣和慣例、情緒和衝動反應、以及他們的財務和社會狀況。因此我們應考慮如何減輕消費者的負擔，讓永續、健康的食品成為簡單且負擔得起的選擇。

## 養豬業
本節摘自養豬業對環境的影響。
養豬業對環境的影響主要是由於糞便和廢棄物向周圍社區擴散，有毒懸浮微粒污染到空氣和水。養豬場的廢棄物可能攜有病原體、細菌（通常具有抗生素抗藥性）和重金屬。豬糞也會透過滲漏以及在鄰近土地噴灑糞漿而造成地下水污染。
噴灑糞漿和隨水漂流的豬糞，其內容物已被證明會引起黏膜刺激、呼吸系統疾病、壓力增加、生活品質下降和血壓升高。養豬場造成的環境惡化帶來環境不公義問題，因為社區沒有從養豬場中獲得任何利益，反而遭受污染和健康問題等負面影響。FAO的動物畜養與健康部（Animal Production and Health Division）表示，"飼養生豬對環境的主要直接性影響與豬隻排放的糞便有關聯"。